# Rendena
La rendena est une race bovine italienne. Originaire des montagnes alpines du nord-est de l'Italie, c'est une vieille race mixte.

## Origine
Elle appartient au rameau brun. Elle vient du Val Rendena dans la province du Trentin-Haut-Adige où l'élevage bovin est un mode de valorisation des alpages depuis l'Antiquité. La première trace d'une description de bovin de type de la rendana date du XVIIIe siècle. À cette époque, à la suite d'une épidémie et des ravages de guerre, du bétail est importé de Suisse. Ces animaux ne sont pas de race brune, mais d'une population proche de la redena avec laquelle elle se fond. Les importations cessent à la fin du siècle, à la suite de la fin des conflits et de l'épidémie. À cette époque, outre la production fromagère, des bœufs de travail sont exportés dans la plaine, comme des génisses sont introduites dans d'autres provinces jusqu'à Rome.
Au cours du XXe siècle, la race subit un croisement d'absorption par la race brune. Quelques éleveurs résistent, parfois en se mettant hors-la-loi, jusqu'en 1978. À cette date, le gouvernement change sa politique et une campagne de protection des races à effectif réduit est mise en place. Le livre généalogique date de 1982.
C'est une race diffusée dans sa région, dans les provinces de Trento, Vicenza, Padoue. Elle s'est aussi étendue dans toute la Vénétie jusqu'en Toscane. L'effectif en diminution jusqu'aux années 2000 a conduit son inscription dans la liste des races menacées et à préserver. Des 18 000 animaux en 1983, l'effectif est descendu en 2002 à environ 3 800 vaches et 28 taureaux. Depuis, il est stable mais avec 32 taureaux, ouvrant un plus grand choix génétique pour mieux gérer la consanguinité.

## Morphologie
Elle porte une robe unie brun-noir. Les pattes sont plus claires, rouge-acajou. Le mufle est noir, auréolé de gris clair. Elle porte de courtes cornes en croissant ou droites. Une ligne dorsale plus claire peut se trouver.
C'est une race de taille moyenne. Les animaux mesurent en moyenne 130 cm au garrot pour 500-550 kg.

## Aptitudes

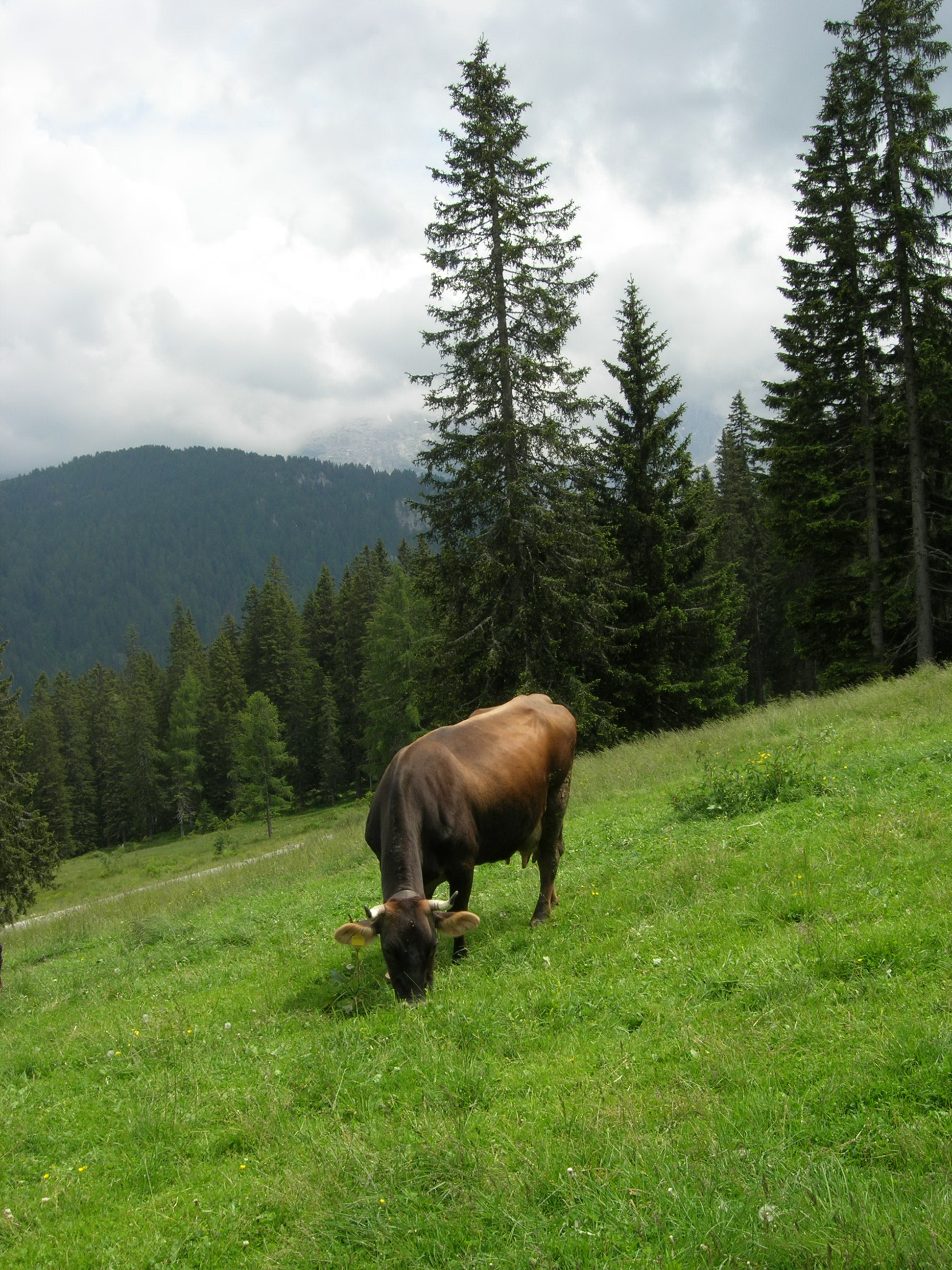
Vache en alpage.

C'est une race classée mixte. En 2008, la production moyenne annuelle est de 5 180 kg de lait dont le taux de matière grasse est de 3,56 % et le taux protéique de 3,33 % dans le cas de nourriture presque exclusivement à l'herbe des alpages. En plaine, avec une nourriture plus riche, la production dépasse 6 000 kg.
La vache est précoce et est une bonne mère. Elle est bien adaptée au pastoralisme de montagne en alpage et aux longues marches. Elle est souvent traite l'été pour la qualité du lait d'alpage. L'hiver, elle vêle à l'abri et passe l'été à l'alpage où elle transhume.
Afin de promouvoir la race, des éleveurs ont créé une marque : « formaggio razza rendena ». C'est un fromage produit avec le lait exclusif des vaches rendena élevées à l'herbe sans ensilage.

## Sources